# Genypterus brasiliensis
Genypterus brasiliensis är en fiskart som beskrevs av Regan, 1903. Genypterus brasiliensis ingår i släktet Genypterus och familjen Ophidiidae. Inga underarter finns listade i Catalogue of Life.